# SMArt 155毫米集束彈

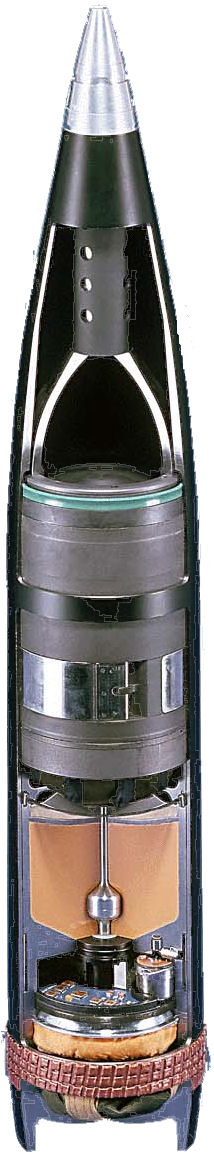
SMArt 155的剖面圖，可以看到其中的兩個子彈藥。在這張圖片中，下方的子彈藥以剖面圖的方式呈現。

SMArt 155（德語：Suchzünder-Munition für die Artillerie），中文翻譯為「155mm炮兵用感測引信彈藥」（常簡稱為「末敏彈」），是德國開發的155mm砲彈，用來進行長距離間接射擊，針對載具頂部進行打擊，是由萊茵金屬和Diehl BGT Defence的合資公司－GIWS mbh（Gesellschaft für Intelligente WirkSysteme mbH）生產。
SMArt裡面含兩個子彈藥，當抵達目標上方時釋出，使用小型降落傘降落到目標頂部引爆並射出爆炸成形彈丸以打擊裝甲車相對薄弱的頂部裝甲。子彈藥有額外的自毀機制，以迴避歸類於2008年集束彈藥公約中規範的彈藥種類。
SMArt在2000年時開始由德國聯邦國防軍使用，陸續銷售到瑞士、希臘、澳洲及英國，並在2023年以軍援模式提供給烏克蘭。

## 設計
SMArt 155是北約制155mm炮兵用彈，可由PzH2000自行榴彈砲和M109榴彈砲(包含M109A6帕拉丁)發射。SMArt包含了一個重達47公斤的母彈，裡面有兩個採用感測引爆的子彈藥。.每個子彈藥中有具備高穿甲力的爆炸成形穿透彈頭，可以對重型裝甲載具造成破壞，譬如主戰坦克。它所使用的成形裝藥彈頭使用了重金屬內襯。
當子彈藥被釋出後，會打開降落傘。當它在空中緩緩降落時，子彈藥同時會進行旋轉，使用紅外線感測器以及毫米波雷達掃描下方區域。它的感測系統因為採用了數種感測器，讓SMArt155在各種環境以及天氣狀況下都可以使用。

## 運作
| 階段 | 圖片                                | 說明                                                                                           |
| ---- | ----------------------------------- | ---------------------------------------------------------------------------------------------- |
| 1    | 一枚SMArt 155由榴彈砲射擊           | 一枚SMArt 155從標準的155mm榴彈砲發射                                                           |
| 2    | 砲彈在空中飛行                      | 砲彈在空中以拋物線飛行，射程為27.5km                                                           |
| 3    | 子彈藥被釋出                        | 在飛行過程中，定時引信啟動了位於彈鼻的小型釋出火箭，將兩個子彈藥拉出母彈。                     |
| 4    | 子彈藥落下                          | 一旦完全從母彈脫出，子彈藥會朝目標下落。母彈和彈鼻則落到其他地方。                             |
| 5    | 降落中的子彈藥                      | 降落傘放出，下降到目標區域，子彈藥在旋轉的同時掃描目標。                                       |
| 6    | A submunition explodes above a tank | 一枚子彈藥偵測到目標，引爆乘載的彈藥，噴射出的高速金屬貫穿坦克頂部較脆弱的裝甲，殺傷內部成員。 |

## 競爭對手
美國炮兵大量使用M712銅斑蛇雷射導引炮彈，用來進行反坦克任務。GIWS和美國防禦系統承包商伊利安特科技系統建立合作關係，希望可以將SMArt 155銷售到美國部隊，不過迄今還沒有成功。美國曾開發了類似的系統，M898 SADARM，同樣也是採用子彈藥用降落傘降落到目標上空。不過之後美國軍方投入全球定位系統導引的M982「神劍」的開發，M898的研發和生產也終止了。
SMArt 155和BAE Systems AB的BONUS-155系統非常類似，不過BONUS使用小型翼片降落，而不是使用降落傘。

## 使用者
- 澳大利亞陸軍[6][7]— 取代了M712銅斑蛇。
- 英國陸軍 — 作為間接精準打擊（Indirect Fire Precision Attack，IFPA）計畫的一環，進入英國陸軍。[6]
- 德國陸軍 — 型號為DM702A1，搭配PzH 2000使用。[6]
- 希臘陸軍 — 同樣是搭配PzH 2000使用。[6]
- 瑞士陸軍[6]

GIWS和其合作夥伴也向其他數個國家的陸軍展示了SMArt，包含了美國以及阿拉伯聯合大公國（搭配他們正在使用的G6榴彈砲），祕魯，以及印度。

## 外部連結
- Intelligent ammunition on Diehl's website
- Artillery rounds on Rheimetall-DeTec.de